# Chaetodon burgessi
Chaetodon burgessi là một loài cá biển thuộc chi Cá bướm (phân chi Roaops) trong họ Cá bướm. Loài này được mô tả lần đầu tiên vào năm 1973.

## Từ nguyên
Từ định danh burgessi được đặt theo tên của nhà ngư học người Mỹ Warren E. Burgess, người trong lúc biên soạn bản sửa đổi phân loại về họ Cá bướm đã khiến hai tác giả Gerald R. Allen và Walter A. Starck chú ý đến mối quan hệ chị em của loài cá này với Chaetodon mitratus.

## Phạm vi phân bố và môi trường sống
C. burgessi được phân bố giới hạn ở Tây Thái Bình Dương, được ghi nhận chắc chắn tại một vài vị trí, bao gồm: Lục Đảo (đông nam đảo Đài Loan); các đảo Bali, Flores, Sulawesi và Raja Ampat (Indonesia); ngoài khơi Sabah (Malaysia); Philippines; Papua New Guinea; quần đảo Solomon; Palau; cụm đảo Pohnpei (Liên bang Micronesia) và Tonga. Xa nhất ở phía bắc, phạm vi của C. burgessi trải dài đến đảo Okinawa (Nhật Bản), và theo các hải lưu mà nhiều cá thể lang thang đã đến được Guam (quần đảo Mariana), Tarawa (quần đảo Gilbert, Kiribati) và Kwajalein (quần đảo Marshall). C. burgessi cũng được biết đến tại bãi cạn Rowley (ngoài khơi Tây Úc) và rạn san hô Holmes (trên biển San Hô, ngoài khơi Queensland).
C. burgessi sống trên các rạn viền bờ, thường tập trung phong phú ở những khu vực có nhiều san hô mềm và san hô đen, độ sâu khoảng 20–80 m (đôi khi được bắt gặp ở độ sâu khoảng 12 m, nhưng thường được tìm thấy ở độ sâu hơn 40 m).

## Mô tả
C. burgessi có chiều dài cơ thể lớn nhất được ghi nhận là 14 cm. Loài này có hai màu, được ngăn cách bởi một đường chéo từ lưng trước xuống phía dưới thân sau: vùng thân trên có màu đen, còn vùng thân dưới chiếm phần lớn hơn, thường có màu kem hoặc trắng với nhiều chấm đen. Trên cơ thể còn 2 dải đen khác, một dải nằm trên đỉnh đầu kéo dài xuống hai bên gần gốc vây ngực, dải kia từ trán băng dọc qua mắt. Màu đen ở thân sau lan rộng sang vây lưng (phần rìa vây có viền trắng) và nửa sau của vây hậu môn (nửa trước màu trắng). Vây bụng màu vàng nhạt. Vây đuôi trong mờ, màu trắng. Vây ngực trong suốt.
Số gai ở vây lưng: 13; Số tia vây ở vây lưng: 18–19; Số gai ở vây hậu môn: 3; Số tia vây ở vây hậu môn: 15–16; Số gai ở vây bụng: 1; Số tia vây ở vây bụng: 5.
So với C. burgessi, C. mitratus có màu vàng tươi hơn trên cơ thể, các vệt đen có viền xanh da trời, riêng vệt đen trên đỉnh đầu rất dày và kéo dài đến gần dưới thân sau.

## Lai tạp
Những cá thể mang kiểu màu trung gian giữa C. burgessi với Chaetodon tinkeri và Chaetodon flavocoronatus đã được ghi nhận trong tự nhiên.
Quần đảo Mariana không phải là phạm vi phân bố tự nhiên của cả C. tinkeri và C. burgessi, nhưng theo các hải lưu mà nhiều cá thể lang thang của hai loài đã được bắt gặp tại khu vực này. Có khả năng, C. flavocoronatus là con lai do loài này mang kiểu hình trung gian giữa C. tinkeri và C. burgessi. Nếu đúng như vậy, việc cách ly sinh sản ở Mariana đã giúp C. flavocoronatus phát triển mạnh và trở thành một đơn vị phân loại hợp lệ.
Ngoài ra, tại Tarawa và Kwajalein (thuộc khu vực Micronesia), C. burgessi có thể đã tạp giao với những cá thể Chaetodon declivis lang thang và tạo ra những con lai có kiểu hình tương tự C. flavocoronatus ở Mariana do C. flavocoronatus và C. tinkeri rất giống nhau về kiểu hình.
Con lai của C. burgessi có thể lai ngược dòng trở lại với loài bố mẹ của chúng, bản thân chúng cũng đã tạp giao với nhau và tiếp tục tạo ra các biến dị tổ hợp kiểu hình khác nhau.

## Sinh thái học
Thức ăn của C. burgessi có thể là các loài thủy sinh không xương sống nhỏ. Chúng thường kết đôi với nhau.

## Thương mại
C. burgessi đôi khi cũng được thu thập trong ngành kinh doanh cá cảnh. Hầu hết những cá thể C. burgessi được xuất khẩu là từ Philippines.